# Erwin Ackerknecht
Erwin Ackerknecht (ur. 15 grudnia 1880 w Baiersbronn w Wirtembergii, zm. 24 sierpnia 1960 w Ludwigsburgu) – niemiecki historyk literatury, prof. dr filozofii, pisarz, bibliotekarz, nauczyciel.

## Życiorys

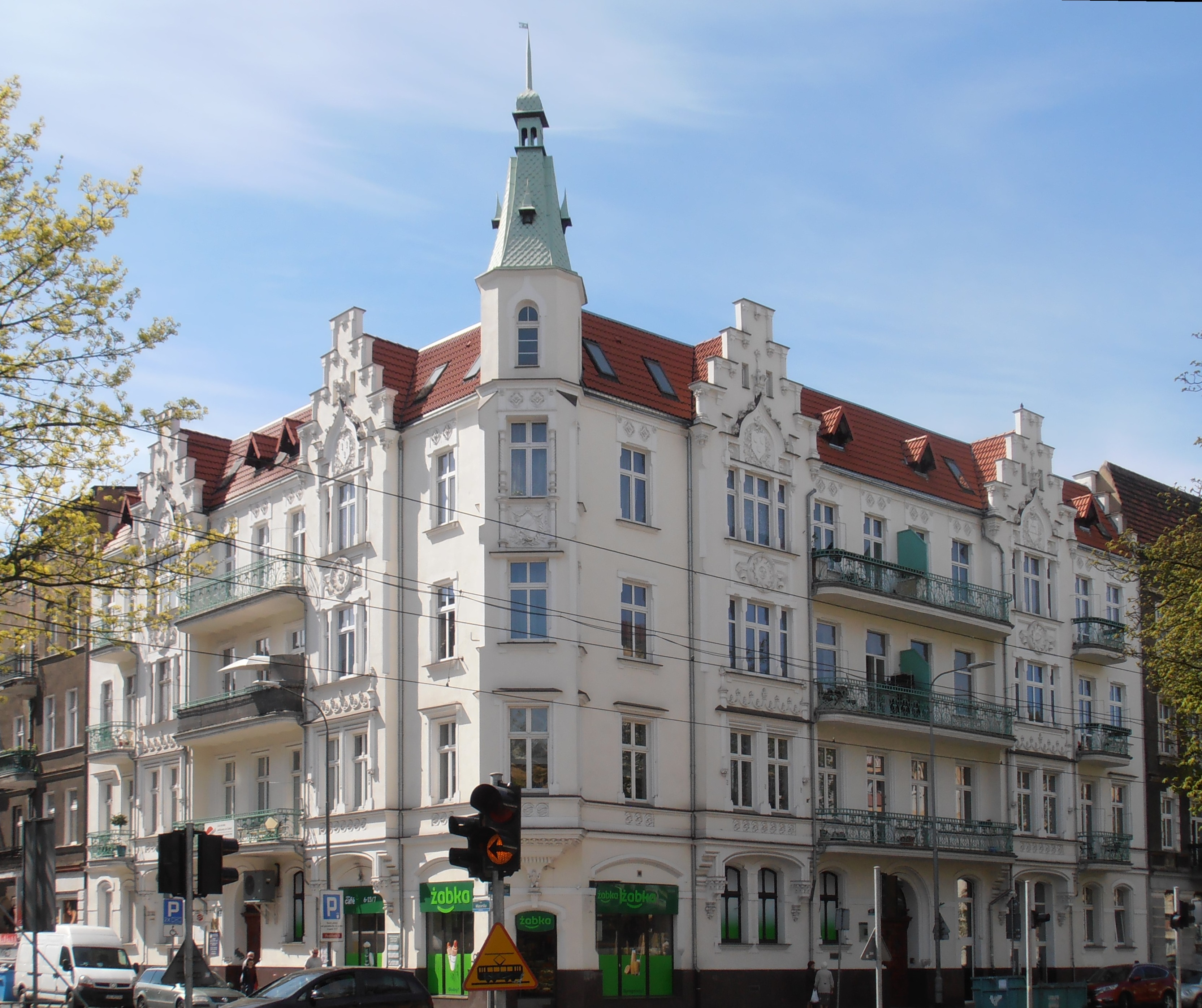
Kamienica, w której mieszkał Erwin Ackerknecht w latach 1905–1907

Był synem nauczyciela gimnazjalnego (później – profesora), Juliusa Ackerknechta (1856–1932). Studiował historię, filozofię i teologię na Uniwersytecie w Tybindze; stopień doktora otrzymał w Tybindze w roku 1902, na podstawie pracy nt. Die Theorie der Lokalzeichen. W okresie od kwietnia 1904 r. do lutego 1905 r. pracował na stanowisku pomocniczego pracownika naukowego w poznańskiej Bibliotece Cesarskiej.
W roku 1905 rozpoczął pracę w szczecińskiej Bibliotece Miejskiej jako pomocnik bibliotekarza; od 1907 r. zajmował stanowisko bibliotekarza miejskiego – dyrektora Biblioteki Miejskiej. Poza wykonywaniem zadań związanych z jej rozwojem popularyzował czytelnictwo we wszystkich środowiskach, uważając – jako socjaldemokrata – samokształcenie za drogę awansu społecznego. W latach 1933–1939 jego uprawienia zostały ograniczone przez władze III Rzeszy – uznano go za osobę „niepewną politycznie” (jednoznacznie odżegnał się od idei nazizmu); zajął się pracą naukową i pomorskim archiwum biograficznym. W czasie II wojny światowej był ponownie dyrektorem biblioteki; w latach 1943–1944 zabezpieczał jej zbiory przed zniszczeniem; w czasie alianckich bombardowań utracił – w pożarze swojego mieszkania – zbiory prywatne i własne rękopisy.
W marcu 1945 roku wraz z rodziną opuścił Szczecin; w roku 1946 pracował przez pewien czas w referacie kultury administracji Ludwigsburgu, w którym założył Miejską Bibliotekę i Uniwersytet Ludowy. W październiku 1946 r. otrzymał stanowisko dyrektora Niemieckiego Narodowego Muzeum Schillera (Deutsches Schiller-Nationalmuseum) w Marbach am Neckar, które zajmował do 1954 r.; pełnił też (od 1948 r.) funkcję przewodniczącego Szwabskiego Towarzystwa Schillera (Schwabischer Schiller-Verein) oraz prowadził (jako docent) zajęcia dydaktyczne w szkole bibliotekarskiej w Stuttgarcie (Süddeutsche Bibliothekarschule); po uzyskaniu tytułu profesora opuścił stanowiska w Marbach i Ludwigsburgu, koncentrując się na pracy naukowej i edytorskiej.

## Działalność w Szczecinie
Był jednym z twórców księgozbioru naukowego; powiększył jego zasoby od 3,6 tys. tomów w 1905 r. do niemal 10 tys. w 1915  ok. 28 tys. w 1927 r. i ok. 55 tys. w 1935 r. Utworzył oddziały piśmiennictwa kulturalno-politycznego i literatury pięknej; zorganizował utworzenie ogólnego katalogu dla wszystkich bibliotek, w tym dla zbiorów Pomorskiego Towarzystwa Historycznego i Archeologicznego (Gesellschaft für Pommersche Geschichte und Altertumskunde); w skład Biblioteki Miejskiej wchodziły też biblioteki: wojskowa, szpitalna, szkolna, muzyczna, dla podróżnych, dla niewidomych. Zorganizował w roku 1920 Pomorską Poradnię Biblioteczną, a w roku 1923 – bibliotekę objazdową.
Aktywnie zabiegał o upowszechnienie czytelnictwa. Zapoczątkował wydawanie czasopisma Bücherei und Bildungspflege (edukacja i bibliotekarstwo). Własne artykuły na temat książek i bibliotekarstwa oraz felietony publikował również w dodatku literackim do dziennika Stettiner Generalanzeiger.
We współpracy z Biblioteką Ludową (Volksbucherei, otwarta w 1919 r.) utworzył Szkołę Ludową (Volksschule), nawiązującą do tradycji Robotniczych Szkół Oświatowych (Arbeiter Bilchungsschule), w której organizowano naukowe odczyty, przedstawienia teatralne i koncerty. Na potrzeby szkoły corocznie wydawano wykazy czasopism, ułatwiających słuchaczom zrozumienie wykładów. Działalność szkoły została zawieszona w 1934 r. (zob. III Rzesza).
Był jednym z inicjatorów utworzenia w roku 1914 kina „Urania”, prezentującego wartościowy repertuar i pełniącego funkcje oświatowe. Był współorganizatorem pieszych wycieczek młodzieży w okolicach Szczecina.

## Publikacje
W publikacyjnym dorobku Erwina Ackerknechta znajdują się prace z różnych dziedzin: krytyki literackiej, teorii sztuki, filozofii, psychologii, problemów teatru i filmu. Zbiory są przechowywane w Deutsche Nationalbibliothek, Deutsches Literaturarchiv Marbach oraz w Książnicy Pomorskiej w Szczecinie (byłej Stadtbibliothek). Wybrana część dorobku byłego dyrektora biblioteki została przetłumaczona na język polski i opublikowana w serii dedykowanej osobom najbardziej zasłużonym dla rozwoju piśmiennictwa na Pomorzu Zachodnim – „Monumenta Pomeranorum II”, Erwin Ackerknecht – bibliotekarz, humanista (1880–1960). Wybór pism.
Teksty zamieszczone w „Monumenta Pomeranorum II”
- O zdolności człowieka śniącego do koncentracji (1906),
- O zakresie i wartości pojęcia „jakość całościowa” (1913),
- Środki propagandowe i poszukiwanie użytkowników w bibliotece powszechnej (1917),
- Technika i administracja kinoteatru (1917),
- Niemieckie pismo biblioteczne (1919),
- Myśli przewodnie (1919),
- Biblioteka ruchoma (1922),
- O własnym życiu słowa (1923),
- Niemiecka literatura piękna w bibliotece naukowej (1924),
- Biblioteki nauczycielskie i uczniowskie (1924),
- Komunalna praca oświatowa (1925),
- Godziny głośnego czytania jako pomocnicza forma pracy bibliotecznej (1927),
- Reforma filmu – bez filmu? (1928),
- Mała biblioteka własna (1929),
- Bibliotekarstwo i komunalna praca oświatowa (1929),
- Ławy-stoły do czytelni filialnych (1929),
- Pomocnicze formy pracy bibliotecznej (1930),
- Sztuka czytania(1931),
- Godziny głośnego czytania (1931),
- Zbiorcze omówienia autorów (1932),
- Ustawodawstwo biblioteczne (1933).

## Życie prywatne
Erwin Ackerknecht miał młodszego brata Eberharda (1883–1968), później – wet. (prof. dr med.). Syn, Erwin Henry Ackerknecht (1906–1988), również został lekarzem (prof. dr med.), studiował neurologię i psychiatrię w Berlinie oraz antropologię w Paryżu; był profesorem historii medycyny w Madison, Wisconsin i Zurychu; w 1948 r. otrzymał obywatelstwo USA.